# مارتین (تنسی)
مارتین(به انگلیسی: Martin) شهری در ایالت تنسی کشور ایالات متحده آمریکا است که جمعیت آن در سرشماری سال ۲۰۱۰ میلادی، ۱۱٬۴۷۳ نفر بوده‌است.